# Jugendgericht
Ein Jugendgericht befasst sich vornehmlich mit den strafbaren Verfehlungen von Jugendlichen.

## Deutschland

### Jugendgerichte
Das Jugendgericht ist das mit den Verfehlungen von Jugendlichen und Heranwachsenden befasste Strafgericht (§ 33 JGG). Jugendgerichte sind der Strafrichter als Jugendrichter, das Jugendschöffengericht und die Jugendkammer. Jugendgerichte können auch zuständig sein, wenn durch Straftaten oder Verfehlungen Erwachsener Kinder bzw. Jugendliche verletzt oder unmittelbar gefährdet werden sowie für Verstöße Erwachsener gegen Vorschriften, die dem Jugendschutz oder der Jugenderziehung dienen (Jugendschutzsachen, § 26 GVG).
Ein Jugendrichter leitet und überwacht später in seiner Eigenschaft als Vollstreckungsleiter die Vollstreckung aller nach dem Jugendgerichtsgesetz angeordneten Maßnahmen der Ahndung einer Tat.
Die ersten Jugendgerichte wurden in Deutschland ab 1908 nach nordamerikanischem Vorbild durch Geschäftsverteilungsplan als besondere Abteilungen der Strafgerichte etabliert.  Gesetzlich vorgeschrieben ist die Einrichtung von speziellen Jugendgerichten seit Einführung des Jugendgerichtsgesetzes im Jahr 1923.
Eine Jugendgerichtshilfe muss ebenfalls herangezogen werden. Sie bringt sozialpädagogisch wichtige Punkte in das Gerichtsverfahren ein und entscheidet bei Heranwachsenden mit, ob sie nach dem Jugendstrafrecht verurteilt werden.

### Schülergerichte
Bei dem kriminalpädagogischen Projekt Teen Court (Schülergericht) sind auch die Richter Jugendliche.

## Österreich
In Jugendstrafsachen und in Verfahren gegen junge Erwachsene obliegt die Hauptverhandlung und Urteilsfällung dem Landesgericht als Geschworenengericht (§ 27 Jugendgerichtsgesetz 1988 (JGG)). Jedem Geschworenengericht müssen vier im Lehrberuf, als Erzieher oder in der öffentlichen oder privaten Kinder- und Jugendhilfe oder Jugendbetreuung tätige oder tätig gewesene Personen als Geschworene angehören (§ 28 JGG). Auch die mit Jugendstrafsachen zu betrauenden Richter und Staatsanwälte müssen über das erforderliche pädagogische Verständnis verfügen und sollen besondere Kenntnisse auf den Gebieten der Psychologie und Sozialarbeit aufweisen (§ 30 JGG). Für Jugendstrafsachen ist die Staatsanwaltschaft oder das Gericht örtlich zuständig, in dessen Sprengel der Beschuldigte zur Zeit des Beginns des Strafverfahrens seinen gewöhnlichen Aufenthalt hat oder hatte (§ 29 JGG).

## Schweiz
Die Schweizer Jugendgerichte sind zuständig für Personen, die zwischen dem vollendeten 10. und dem vollendeten 18. Altersjahr eine mit Strafe bedrohte Tat begangen haben (Art. 1 Jugendstrafprozessordnung JStPO, Art. 3 Abs. 1 Jugendstrafgesetz JStG). Mitglieder des Jugendgerichts sind die Jugendrichterinnen und Jugendrichter, die Jugendanwältinnen und Jugendanwälte vertreten vor dem Jugendgericht die Anklage (Art. 6 JStPO). Das Jugendgericht setzt sich zusammen aus dem Präsidenten oder der Präsidentin und zwei Beisitzerinnen oder Beisitzern (Art. 7 JStPO). Im Verfahren sind der Schutz und die Erziehung der Jugendlichen wegleitend. Alter und Entwicklungsstand sind angemessen zu berücksichtigen (Art. 4 JStPO). Art. 66 ff. EG-StPO enthalten ergänzende Bestimmungen für den Jugendstrafprozess wie die Verfahrenseinstellung bei erfolgreicher Mediation (Art. 17 JStPO) sowie den Vollzug der Untersuchungshaft und von Sanktionen.

## Liechtenstein
Das Jugendgerichtsgesetz regelt, wie mit Jugendlichen (nach Artikel 2 jeder im Alter von 14–17 Jahren), die eine mit Strafe bedrohte Handlungen vorgenommen haben, umgegangen werden soll. Das zuständige Gericht ist das Jugendgericht.